# Discografia degli Enigma

## Album studio
- 1990 - MCMXC a.D.
- 1993 - The Cross of Changes
- 1996 - Le roi est mort, vive le roi!
- 2000 - The Screen Behind the Mirror
- 2003 - Voyageur
- 2006 - A posteriori
- 2008 - Seven Lives Many Faces
- 2016 - The Fall Of A Rebel Angel

## Raccolte
- 1998 - Trilogy
- 2001 - Love Sensuality Devotion: The Greatest Hits
- 2001 - Love Sensuality Devotion: The Remix Collection
- 2005 - 15 Years After
- 2009 - The Platinum Collection
- 2016 - Love Sensuality Devotion: Greatest Hits & Remixes

## EP
- 2006 - Eppur si muove

## Singoli
- 1990 - Sadeness (Part I)
- 1991 - Mea Culpa (Part II)
- 1991 - Principles of Lust
- 1991 - The Rivers of Belief
- 1993 - Carly's Song
- 1993 - Return to Innocence
- 1994 - The Eyes of Truth
- 1994 - Age of Loneliness
- 1994 - Out from the Deep
- 1996 - Beyond the Invisible
- 1997 - T.N.T. for the Brain
- 1999 - Gravity of Love
- 2000 - Push the Limits
- 2001 - Turn Around
- 2003 - Voyageur
- 2003 - Following the Sun
- 2004 - Boum-Boum
- 2006 - Hello and Welcome
- 2006 - Goodbye Milky Way
- 2008 - La Puerta Del Cielo/Seven Lives
- 2008 - The Same Parents
- 2010 - MMX (The Social Song)
- 2016 - Sadeness (Part II)
- che 2016 - Amen